# Скива (Ђенова)
Скива је насеље у Италији у округу Ђенова, региону Лигурија.
Према процени из 2011. у насељу је живело 263 становника. Насеље се налази на надморској висини од 160 м.